# Macgillivrays stormvogel
Macgillivrays stormvogel (Pseudobulweria macgillivrayi synoniem: Pterodroma macgillivrayi, ook wel Fiji-stormvogel) is een zeer zeldzame stormvogel. Het is een ernstig bedreigde, endemische vogelsoort van de Fijieilanden. Deze vogel is genoemd naar de Schotse natuuronderzoeker John MacGillivray (1821-1867).

## Kenmerken
De vogel is 30 cm lang. Het is een overwegend donker, chocoladebruin gekleurde zeevogel, met een zwarte snavel en zwarte ogen. De poten tot aan de tenen zijn bleek, maar de tenen zijn zwart met een blauw vlekje op het middelste zwemvlies. Verwarring met de noddy is mogelijk, maar die hebben een sternachtige vlucht en een lichte kruin. Lastiger is het onderscheid met de kleine wigstaartpijlstormvogel (Puffinus nativitatis) en andere stormvogels.

## Verspreiding en voorkomen in het verleden
In 1855 werd de vogel bij het eiland Gau (Lomaiviti-eilanden, Fiji) ontdekt en vijf jaar later beschreven. Daarna werd de stormvogel meer dan een eeuw niet meer waargenomen. Pas in 1984 werd de vogel weer gezien. In de jaren daarna kwamen er meldingen van individuen die zich tegen huizen op het eiland Gau te pletter vlogen, maar werd de stormvogel niet meer boven zee gezien. In 2009 werd de vogel echter weer gezien en gefotografeerd door het team van de Israëlische ornitholoog Hadoram Shirihai in het kader van het Tubenoses Project. Men wil de broedplaatsen van de vogel vinden om meer over de soort te weten te komen en op die manier in de toekomst mogelijk in aantal toe te kunnen laten nemen.

## Status en leefgebied
Macgillivrays stormvogel heeft een zeer klein verspreidingsgebied en daardoor is de kans op uitsterven aanwezig. Mogelijk broedt de vogel onopvallend tussen de grote aantallen halsbandstormvogels (Pterodroma brevipes) in ruig terrein in bossen rond de hoogste heuveltop (715 m) van het eiland Gau. De grootte van de populatie werd in 2009 door BirdLife International geschat op minder dan 50 individuen. Door de bouw van een telecommunicatiestation en de aanleg van een weg op de heuvel wordt gevreesd dat het gebied gemakkelijker toegankelijk wordt voor verwilderde varkens en katten. Om deze redenen staat deze soort als ernstig bedreigd (kritiek) op de Rode Lijst van de IUCN.